# Frédéric Makowiecki
Frédéric Makowiecki, född den 22 november 1980 i Arras är en fransk racerförare.